# Al-Asraf Saabán egyiptomi szultán
Al-Asraf Saabán, trónra lépése előtt Zajn ad-Dín Saabán ibn al-Huszajn (1353/1354 – Egyiptom, Kairó, 1377. március 15.) az egyiptomi türk (elterjedt, de pontatlan megnevezéssel bahri) mamlúkok huszonharmadik szultánja, egyben az 1382-ig uralkodó kalávúnida dinasztia tizennegyedik tagja volt (uralkodott 1363. május 30-tól haláláig). Teljes titulusa al-Malik al-Asraf („a legnemesebb király”).

## Uralkodása

### A régensség
Apja, al-Huszajn an-Nászir Muhammad szultán olyan fia volt, aki nyolc fivérével ellentétben nem szerzett uralkodói rangot. Saabán az unokatestvérét, az életvitele miatt trónjáról letett al-Manszúr Muhammadot követte Egyiptom trónján. A korban hosszúnak számító uralkodása első időszakában an-Nászir Haszan két hajdani mamlúkja, Jalbuga l-Umari és Tajbuga t-Tavíl irányította régensként az államot. 
Ennek az időszaknak a legjelentősebb eseménye I. Péter ciprusi király támadása volt Alexandria ellen 1365 októberében. A ciprusi király már két éve készült erre az akcióra (ld. krakkói kongresszus), aminek során harcosai bevették a gazdag kikötővárost, hatalmas zsákmányt szereztek és több ezer fogollyal tértek haza alig nyolc nap után. Mire Jalbuga és a szultán megérkezett a felmentő sereggel, a keresztesek már elvonultak. Bosszúból a keresztény alattvalók vagyonából váltották ki a muszlim foglyokat, és az ország területén tartózkodó nyugatiakat is elfogták. Egyúttal intenzív flottafejlesztés indult meg, Alexandriát pedig a korábbinál magasabb rendű igazgatási központtá tették.
A kairói vezetés 1365 decemberében a trónbitorló unokaöccse ellen segítséget kérő dongolai király támogatására indított egy expedíciós sereget, valamint az Asszuán környékét fosztogató beduinok ellen is fellépett. Jalbuga végül 1366 márciusában kiszorította Tajbugát a hatalomból, és egymaga vette kezébe a hatalmat. Jalbuga uralma 1366 decemberéig tartott, amikor a tizenhárom éves szultán a rivális mamlúkok összeesküvése segítségével leszámolt vele, de még így is két évbe került, mire valóban egymaga vette át az állam irányítását.

### Önálló uralom
Saabán uralkodása viszonylag eseménytelenül telt. I. Péter 1367 szeptemberében még megpróbálta kifosztani Tripolit, de nem járt sikerrel. Külső fenyegetés nem jelentkezett, és csupán egy komolyabb belviszályról hallunk, 1373-ból: a szultán elhunyt anyja utáni örökségért kisebb fegyveres konfliktus kezdődött annak mostohaapjával, aki rövid úton elmenekült és a Nílusba fulladt.
A kapzsi Saabán tévesen úgy értelmezte a viszonylagos nyugalmat, hogy helyzete megszilárdult, ezért úgy döntött, hogy 1377-ben, nagy elődeihez hasonlóan, végrehajtja a mekkai zarándoklatot. Amikor az uralkodói karaván Ajlába ért, a zsoldot és ellátmányt követelő mamlúkok fellázadtak (március 13.). Saabán néhány hívével Kairó felé menekült, társait azonban még aznap elfogták és megölték. Őt magát két nappal később találták meg, és végezték ki. Eközben a fővárosban is lázadás kezdődött, melynek során a szultán csecsemőkorú fiát, Alá ad-Dín Alit tették trónra. Később egy másik fia, Zajn ad-Dín Háddzsi is trónra került, de egyikük sem uralkodott önállóan.